# Helmondia '55 in het seizoen 1966/67

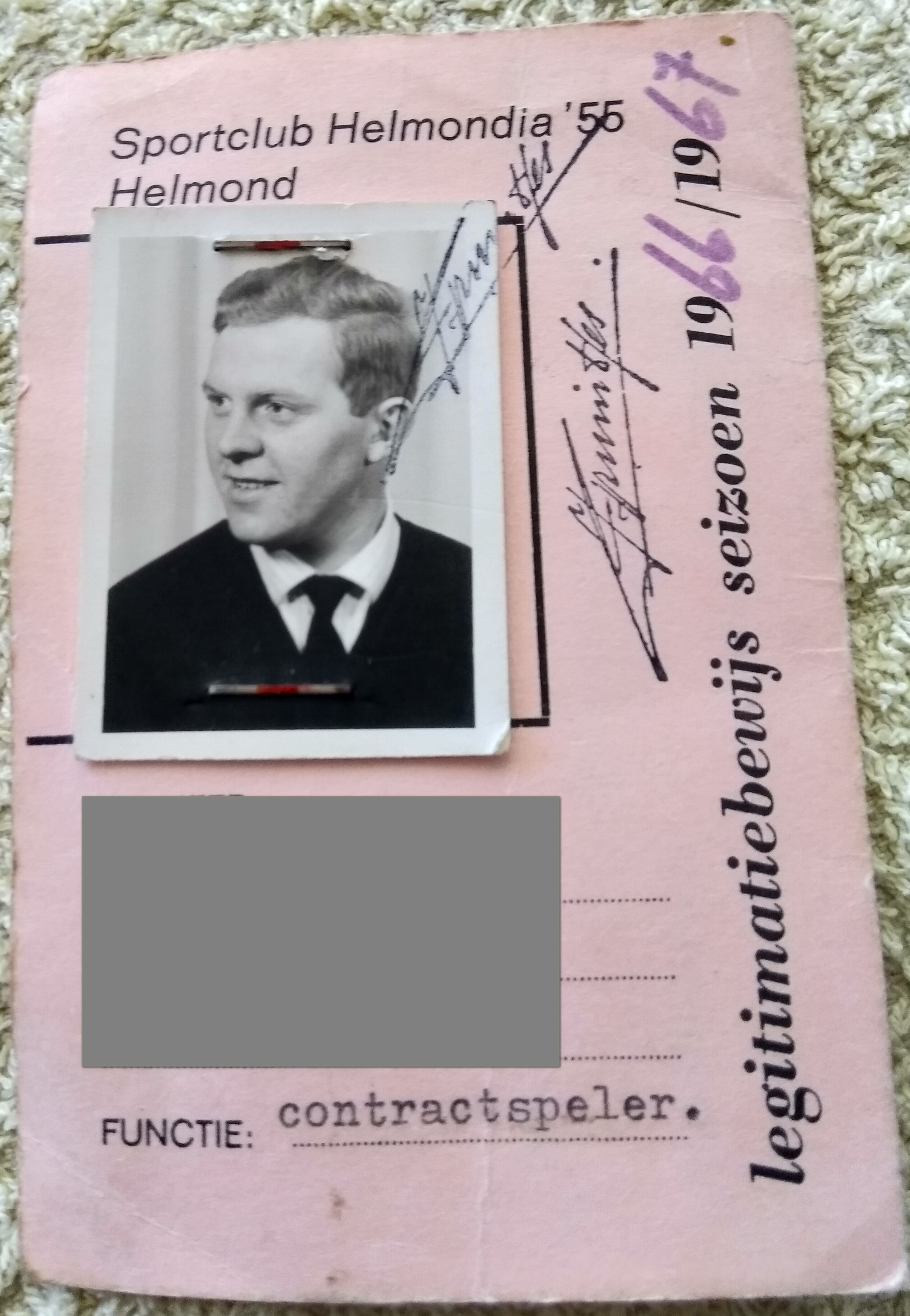
Legitimatiebewijs

Het seizoen 1966/1967 was het 12e jaar en laatste in het bestaan van de Helmondse betaaldvoetbalclub Helmondia '55. De club kwam uit in de Tweede divisie en eindigde daarin op de 14e plaats. Na het seizoen werd de proflicentie overgenomen door Helmond Sport.

## Wedstrijdstatistieken

### Tweede divisie
|       | AGOVV | Baronie | EDO   | Excelsior | Fortuna | Gooiland | Haarlem | Heerenveen | Hermes DVS | Hilversum | HVC   | Limburgia | NOAD  | PEC   | Roda JC | Tubantia | Veendam | FC VVV | Wageningen | Wilhelmina | ZFC   | Zwolsche Boys |
| ----- | ----- | ------- | ----- | --------- | ------- | -------- | ------- | ---------- | ---------- | --------- | ----- | --------- | ----- | ----- | ------- | -------- | ------- | ------ | ---------- | ---------- | ----- | ------------- |
| Thuis | 4 – 1 | 3 – 1   | 1 – 2 | 2 – 0     | 0 – 1   | 0 – 0    | 2 – 4   | 5 – 0      | 1 – 0      | 0 – 1     | 0 – 0 | 1 – 1     | 1 – 2 | 1 – 1 | 1 – 0   | 6 – 1    | 0 – 0   | 0 – 0  | 1 – 1      | 1 – 2      | 4 – 0 | 2 – 1         |
| Uit   | 1 – 1 | 2 – 1   | 0 – 0 | 1 – 1     | 1 – 1   | 1 – 1    | 2 – 4   | 2 – 0      | 1 – 0      | 1 – 2     | 5 – 0 | 1 – 1     | 4 – 0 | 1 – 3 | 4 – 0   | 0 – 2    | 3 – 1   | 1 – 0  | 1 – 0      | 0 – 0      | 1 – 0 | 1 – 2         |

## Statistieken Helmondia '55 1966/1967

### Eindstand Helmondia '55 in de Nederlandse Tweede divisie 1966 / 1967
| Stand | Gespeeld | Gewonnen | Gelijk | Verloren | Punten | Doelpunten voor | Doelpunten tegen |
| ----- | -------- | -------- | ------ | -------- | ------ | --------------- | ---------------- |
| 14e   | 44       | 14       | 14     | 16       | 42     | 56              | 53               |

### Topscorers
| Competitie \| # \| Naam \| \| \| ------ \| ------------------ \| -- \| \| 1. \| Lambert Kreekels \| 12 \| \| 2. \| Toine van Laar \| 10 \| \| 3. \| Gerrie van Berlo \| 6 \| \| 3. \| Leo van der Linden \| 6 \| \| 3. \| Jan van Veghel \| 6 \| \| 6. \| Wim van den Berk \| 5 \| \| 7. \| Loek Chatrou \| 4 \| \| 8. \| Hans Brink \| 2 \| \| 8. \| Gerrie van Melis \| 2 \| \| 10. \| Henk Daelmans \| 1 \| \| 10. \| Jan van Eijk \| 1 \| \| 10. \| Frans Stallen \| 1 \| \| Totaal \| Totaal \| 56 \| |                    |      |
| # | Naam               | Goal |
| 1. | Lambert Kreekels   | 12   |
| 2. | Toine van Laar     | 10   |
| 3. | Gerrie van Berlo   | 6    |
| 3. | Leo van der Linden | 6    |
| 3. | Jan van Veghel     | 6    |
| 6. | Wim van den Berk   | 5    |
| 7. | Loek Chatrou       | 4    |
| 8. | Hans Brink         | 2    |
| 8. | Gerrie van Melis   | 2    |
| 10. | Henk Daelmans      | 1    |
| 10. | Jan van Eijk       | 1    |
| 10. | Frans Stallen      | 1    |
| Totaal | Totaal             | 56   |

## Voetnoten
AGOVV · Baronie · EDO · Excelsior · Fortuna · Gooiland · Haarlem · Heerenveen · Helmondia '55 · Hermes DVS · Hilversum · HVC · Limburgia · NOAD · PEC · Roda JC · Tubantia · Veendam · FC VVV · Wageningen · Wilhelmina · ZFC · Zwolsche Boys